# Runina, Snina
Runina este o comună slovacă, aflată în districtul Snina din regiunea Prešov. Localitatea se află la altitudinea de 550 m deasupra n.m., se întinde pe o suprafață de 22,2 km2 și în 2013 număra 75 de locuitori. Se învecinează cu Smerek, Podkarpackie Voivodeship⁠(d), Zboj, Snina, Ruský Potok, Topoľa și Stakčín, Snina.

## Istoric
Localitatea Runina este atestată documentar din 1569.

## Demografie
| An:                | 1994 | 2004    | 2014   | 2024    |
| ------------------ | ---- | ------- | ------ | ------- |
| Număr de persoane: | 123  | 74      | 80     | 69      |
| Diferență:         |      | −39,83% | +8,10% | −13,75% |

| An:                | 2023 | 2024   |
| ------------------ | ---- | ------ |
| Număr de persoane: | 71   | 69     |
| Diferență:         |      | −2,81% |